# اولموت
اولموت (به آلمانی: Ollmuth) یک شهر در آلمان است که در تریر-زاربورگ واقع شده‌است. اولموت ۱۵۹ نفر جمعیت دارد.